# Festival Internacional de Cinema de Morelia
El Festival Internacional de Cinema de Morelia (FICM) és un festival cinematogràfic mexicà considerat com un dels més importants a Llatinoamèrica. És apreciat per la crítica cinematogràfica i pel públic en general per la seva acurada selecció de pel·lícules i per ser un punt de trobada sense igual entre els cineastes mexicans, el públic i la comunitat fílmica internacional.
Creat en 2003 a la ciutat de Morelia, capital de l'estat de Michoacán, per Daniela Michel, Alejandro Ramírez i Cuauhtémoc Cárdenas Batel, la seva missió és impulsar als nous talents del cinema nacional, incrementar l'oferta cinematogràfica a Mèxic i promoure en el món el cinema mexicà. És l'únic festival de cinema a Mèxic la Selecció Oficial del qual en competència és exclusivament nacional. La seva programació es complementa amb una selecció d'estrenes mexicanes i internacionals, retrospectives, conferències, tallers i esdeveniments especials del més alt nivell.

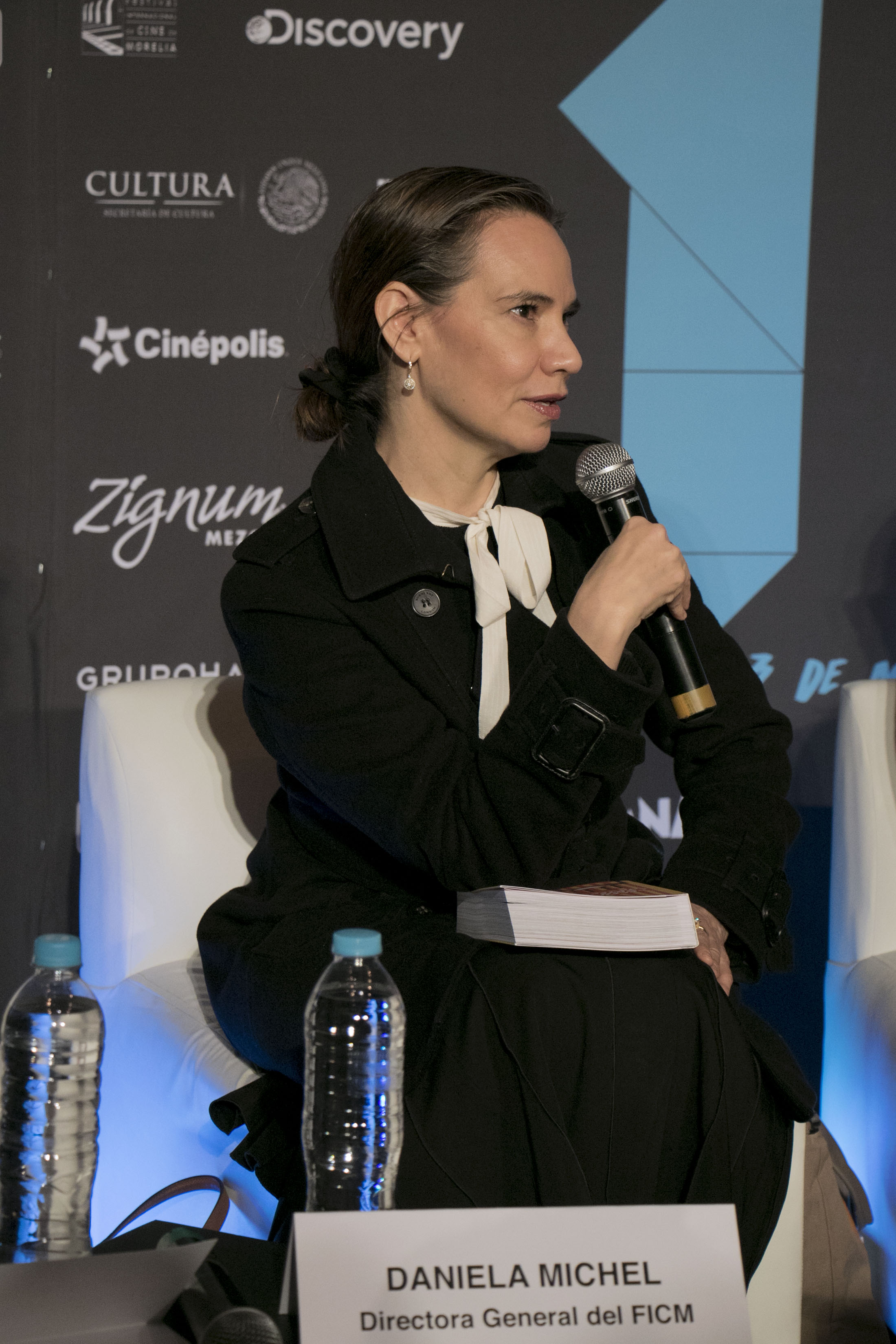
Daniela Michel

El festival és organitzat per una Associació Civil sense fins de lucre i rep finançament tant d'institucions públiques com de la iniciativa privada. Els seus principals auspiciantes són Cinépolis, el govern de l'Estat de Michoacán i la Secretaría de Cultura del govern de Mèxic.
Com a part de les moltes activitats de promoció en el món del cinema nacional, el FICM ha presentat en el Museu d'Art Modern (MoMa) de Nova York tres cicles de pel·lícules curats amb l'inavaluable suport de la Cineteca Nacional, la Filmoteca de la UNAM i Fundació Televisa: Mexico at Midnight: Film Noir from Mexican Cinema’s Golden Age, el 2015; Julio Bracho and the Golden Age of Mexican Cinema, el 2017; i El Indio: The Films of Emilio Fernández, el 2018.
Així mateix, en 2017 l'Orquestra Filharmònica de Los Angeles, dirigida per Gustavo Dudamel va interpretar un programa de música de cinema mexicà, creada en conjunt pel cineasta mexicà Alejandro González Iñárritu i per Daniela Michel, fundadora i directora general del FICM.
Al final de les activitats a Morelia inicia El Millor del FICM a la Ciutat de Mèxic, un cicle on s'exhibeixen les pel·lícules guanyadores del festival, així com una acurada selecció de la seva programació. Les activitats del FICM continuen durant tot l'any amb funcions i cicles de cinema en diferents llocs de la República i el món.
La 16a edició del FICM es va dur a terme del 20 al 28 d'octubre de 2018. En 2019, la 17a edició es realitzarà del 18 al 27 d'octubre.

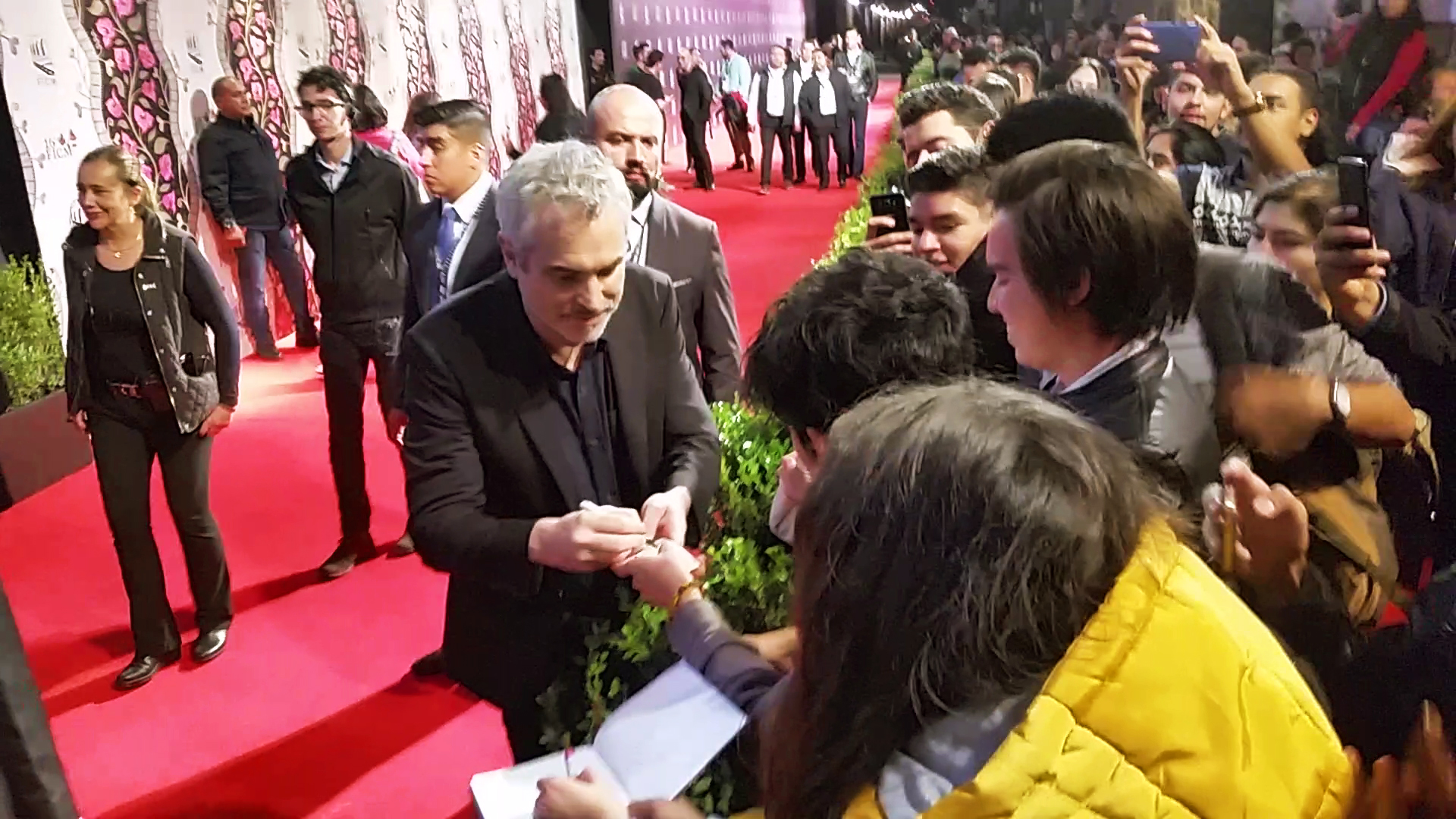
Alfonso Cuarón al Festival

## Història
El Festival Internacional de Cinema de Morelia (FICM) té els seus orígens en les Jornades de Curtmetratge Mexicà en la Cineteca Nacional, un esdeveniment únic creat en 1994 per Daniela Michel i Enrique Ortiga, el qual buscava agrupar i difondre el treball de joves directors mexicans.
En 2001, Daniela Michel li va proposar a Alejandro Ramírez, en aquest llavors director general d'operacions de l'Organització Ramírez, portar a Morelia les Jornades de Curtmetratge Mexicà, amb la finalitat de descentralitzar l'exhibició de les obres de nous talents nacionals i continuar amb la promoció del treball d'una generació de realitzadors.
A principis de 2002, l'arquitecte i promotor cultural michoacano, Cuauhtémoc Cárdenas Batel, qui ja tenia la intenció de realitzar una trobada de cinema en l'estat, es va unir al projecte. Els tres van vincular les seves idees i li van donar forma al que es convertiria en el Festival Internacional del Cinema de Morelia.
El primer FICM es va realitzar del 3 al 10 d'octubre de 2003. En aquella primera edició, la competència va estar constituïda exclusivament per curtmetratges i documentals. En 2004 es va agregar a la competència la secció d'obres michoacanas i, en 2007, els llargmetratges mexicans —òperes primeres i segones pel·lícules. En 2013, la competència de llargmetratge va ampliar la seva convocatòria per a tots els directors mexicans, tant novells com consagrats.
El FICM ha estat part del creixement i desenvolupament de tota una generació de cineastes mexicans que van presentar els seus primers curtmetratges en el festival per a després tornar amb les seves òperes primeres; és el cas d'Elisa Miller, Matías Meyer, Jorge Michel Grau, Álvaro Curiel, Kyzza Terrazas, Nicolás Pereda, Rigoberto Perezcano, Alejandro Iglesias Mendizábal, Daniel Castro Zimbrón, Mariana Chenillo, Michel Lipkes, entre d'altres.

## Seccions en competència i premis
Les seccions en competència que conformen la Selecció Oficial són:
- Llargmetratge Mexicà
- Documental Mexicà
- Curtmetratge Mexicà (animació, documental i ficció)
- Secció Michoacana

Els premis oficials que el FICM atorga són:
- Ojo al Primer o Segon Llargmetratge Mexicà
- Ojo al Llargmetratge Mexicà
- Ojo al Millor Director de Llargmetratge Mexicà
- Ojo a la Millor Actriu de Llargmetratge Mexicà
- Ojo al Millor Actor de Llargmetratge Mexicà
- Ojo al Llargmetratge Documental Mexicà
- Ojo al Curtmetratge d'Animació Mexicà
- Ojo al Curtmetratge Documental Mexicà
- Ojo al Curtmetratge de Ficció Mexicà
- Ojo de la Secció Michoacana

L'Ojo és una escultura dissenyada especialment per al FICM per l'artista de michoacán Javier Marín.
A més, el festival organitza un Concurs Michoacanès de Guió de Curtmetratge, en el qual participen guions escrits per autors michoacanos de naixement o residents en Michoacán.
Des de 2014, el FICM també inclou una Selecció de Curtmetratge Mexicà en línia, composta per alguns curtmetratges de la Selecció Oficial. Aquests treballs estan disponibles en internet de manera gratuïta per a tothom durant la setmana del festival, i concursen pel Premi a Curtmetratge Mexicà en línia, atorgat pel públic.

## Guanyadors
Secció de Llargmetratge Mexicà
|      | Primer o Segon Llargmetratge Mexicà                        | Llargmetratge Mexicà |
| ---- | ---------------------------------------------------------- | --- |
| 2024 | Sujo de Astrid Rondero i Fernanda Valadez                  | La Cocina de Alonso Guillermo Ruizpalacios Remus Un cuento de pescadores de Edgar Nito                                                                               |
| 2023 |                                                            | Tótem de Lila Avilés Todos los incendios de Mauricio Calderón Rico Temporada de huracanes de Elisa Miller                                                            |
| 2022 |                                                            | Huesera de Michelle Garza Cervera Dos estaciones de Juan Pablo González El norte sobre el vacío de Alejandra Márquez Abella Manto de gemas de Natalia López Gallardo |
| 2021 | 50 o dos ballenas se encuentran en la playa de Jorge Cuchí | Nudo mixteco de Ángeles Cruz |
| 2020 |                                                            | Sin señas particulares de Fernanda Valadez Ricochet de Rodrigo Fiallega ¡Ánimo Juventud! de Carlos Armella Fauna de Nicolás Pereda                                   |
| 2019 | Ya no estoy aquí de Fernando Frías                         | Mano de obra de David Zonana |
| 2018 | Museo, d'Alonso Ruizpalacios                               | La camarista, de Lila Avilés |
| 2017 | Ayer maravilla fui, de Gabriel Mariño Garza                | Oso polar, de Marcelo Tobar |
| 2016 | El sueño del Mara’akame, de Federico Cecchetti             | El vigilante, de Diego Ros |
| 2015 | El placer es mío, de Elisa Miller Encinas                  | Yo, de Matías Meyer |
| 2014 | Güeros, d'Alonso Ruizpalacios                              | Carmín tropical, de Rigoberto Perezcano |
| 2013 | La jaula de oro, de Diego Quemada-Díez                     | Workers, de José Luis Valle |
| 2012 |                                                            | No quiero dormir sola, de Natalia Beristain Egurrola |
| 2011 |                                                            | El premio, de Paula Markovitch |
| 2010 |                                                            | Las marimbas del infierno, de Julio Hernández Cordón |
| 2009 |                                                            | Alamar, de Pedro González-Rubio |
| 2008 |                                                            | Los bastardos, d'Amat Escalante |
| 2007 |                                                            | ¿Dónde están sus historias?, de Nicolás Pereda |

Secció de Documental Mexicà
|      | Documental Mexicà                                                        |
| ---- | ------------------------------------------------------------------------ |
| 2017 | Rush Hour, de Luciana Kaplan                                             |
| 2016 | Bellas de noche, de María José Cuevas                                    |
| 2015 | Los reyes del pueblo que no existe, Betzabé García                       |
| 2014 |                                                                          |
| 2013 | El cuarto desnudo, de Nuria Ibáñez                                       |
| 2012 | Inori, de Pedro González-Rubio                                           |
| 2011 | Silvestre Pantaleón, de Jonathan Amith, Jonathan i Roberto Olivares Ruiz |
| 2010 | El Varal, de Marta Ferrer                                                |
| 2009 | Presunto culpable, de Roberto Hernández, Roberto i Geoffrey Smith        |
| 2008 | Trazando Aleida, de Christiane Burkhard                                  |
| 2007 | Mi vida dentro, de Lucía Gajá                                            |
| 2006 | La palomilla salvaje, de Gustavo Gamou                                   |
| 2005 | Toro negro, de Carlos Armella, Carlos i Pedro González-Rubio             |
| 2004 | Trópico de Cáncer, d'Eugenio Polgovsky                                   |
| 2003 | Niños de la calle, d'Eva Aridjis                                         |

Secció de Curtmetratge Mexicà
|      | Animació                                                       | Ficció | Documental                                                              |
| ---- | -------------------------------------------------------------- | --- | ----------------------------------------------------------------------- |
| 2017 | Cerulia, de Sofía Carrillo                                     | Vuelve a mí, de Daniel Nájera Betancourt                                                                     | Relato Familiar, de Sumie García                                        |
| 2016 | Taller de corazones, de León Fernández                         | Verde, d'Alonso Ruizpalacios                                                                                 | Juan Perros, de Rodrigo Imaz                                            |
| 2015 | Rebote, de Nuria Menchaca                                      | El buzo, d'Esteban Arrangoiz                                                                                 | Bosnian Dream, de Sergio Flores Thorija                                 |
| 2014 | 9:30 am, d'Alfonso de la Cruz                                  | Ramona, de Giovanna Zacarías                                                                                 | El sudor de la agonía, de Mariano Rentería Garnica                      |
| 2013 | La casa triste, de Sofía Carrillo                              | La banqueta, d'Anaïs Pareto Onghena                                                                          | Las montañas invisibles, de Ángel Linares                               |
| 2012 | Las tardes de Tintico, d'Alejandro García Caballero            | Para armar un helicóptero, de Izabel Acevedo                                                                 | Paradero Norte, de Daniel Ulacia                                        |
| 2011 | Prita Noire, de Sofía Carrillo Érase una vez, d'Alejandro Ríos | Mari Pepa, de Samuel Isamu Kishi Leopo                                                                       | Réquiem para la eternidad, d'Alberto Resendiz Gómez                     |
| 2010 | Ponkina, de Beatriz Herrera Carrillo                           | La mina de oro, de Jacques Bonnavent                                                                         | Carne que recuerda, de Dalia Huerta Cano                                |
| 2009 | ¿Y el agua?, de Dominique Jonard                               | Señora Pájaro, de Véronique Decroux                                                                          | El suicidio del tiempo: Pável González, de Daniel González Olvera       |
| 2008 | Jacinta, de Karla Castañeda                                    | La canción de los niños muertos, de David Pablos                                                             | Zoogocho, de Bernardo Arellano                                          |
| 2007 |                                                                | Fénix, de Fernanda Romandía Peces plátano, de Natalia Beristáin La caja de Yamasaki, de José Manuel Cravioto |                                                                         |
| 2006 | El doctor, de Suzan Pitt                                       | Ver llover, d'Elisa Miller Encinas                                                                           |                                                                         |
| 2005 | Esfera, de Luis Felipe Hernández Alanís                        | David, de Roberto Fiesco                                                                                     | Teatro mágico, de Jaime Munguía Ortiz                                   |
| 2004 | De raíz, de Carlos Carrera                                     | El pasajero, de Matías Meyer                                                                                 | Bendita Muerte, d'Alejandro Jiménez Ramos, Érika Mercado y Mario Trueba |
| 2003 | La historia de todos, de Blanca Xóchitl Aguerre                | La luna de Antonio, de Diana Cardozo Benia                                                                   | The Sixth Section, d'Alex Rivera                                        |

Secció Michoacana
|      | Secció Michoacana                                                   |
| ---- | ------------------------------------------------------------------- |
| 2017 | La Palabra de la cueva, de Noé Martínez, Jorge Scobell y María Sosa |
| 2016 | Esto es lo que me tocó, d'Alexa Gutiérrez                           |
| 2015 | Donde nunca morirás, d’Héctor Alexis Estrada García                 |
| 2014 | Nunca regreses, de José Leonardo Díaz Vega                          |
| 2013 | Tiempos supermodernos, de Lubianca Durán                            |
| 2012 | Epilepsia Tinajero, de Salvador Ponce                               |
| 2011 | Cuanajillo: La historia sin agua, de Stefan Guzmán Sotelo           |
| 2010 | Amaren Ideia. La idea de mi madre, de Maider Oleaga                 |
| 2009 | Nebraska, d'Adrián Ortiz Maciel                                     |
| 2008 | Clandestino, de Juan Pablo Arroyo i Edurne Farías                   |
| 2007 | Axuni Atari (Cazador de venados), de Raúl Máximo Cortés             |
| 2006 | Backslider (Reincidente), d'Antonio Flores Orozco                   |
| 2005 | Cheranasticotown, de Dante Cerano Bautista i Eduviges Tomás         |
| 2004 | Bio-Bit, de Manuel Cisneros Verduzco                                |

## Impulso Morelia
En 2015 es va crear la iniciativa Impulso Morelia, la qual mostra, durant el festival, un programa exclusiu de llargmetratges mexicans en postproducció (documentals i ficcions) perquè siguin presentats, pels seus respectius equips, en funcions tancades a experts de la indústria. Programadors de festivals nacionals i internacionals, crítics, productors, distribuïdors i agents de vendes participen en aquesta oportunitat única dirigida al diàleg constructiu i directe sobre els projectes triats. Addicionalment, en cada edició d'Impuls Morelia s'atorguen diferents reconeixements i suports destinats a contribuir a la conclusió, promoció i circulació de les propostes. Les sessions són conduïdes per José María Riba, delegat general del la Académie des Lumières.

## Convidats especials[calcitació]
Des de la seva primera edició, pel FICM han desfilat figures importants del cinema mexicà i internacional com Olivier Assayas, Javier Bardem, Demián Bichir, Juliette Binoche, Laurent Cantet, Alfonso Cuarón, Geraldine Chaplin, Willem Dafoe, Bruno Dumont, Amat Escalante, Stephen Frears, Thierry Frémaux, Rodrigo García, Gael García Bernal, Terry Gilliam, Richard Glatzer, Alejandro González Iñárritu, Salma Hayek, Peter Greenaway, Todd Haynes, Michel Hazanavicius, Werner Herzog, Isabelle Huppert, Abbas Kiarostami, Dieter Kosslick, Alejandro Jodorowsky, Tommy Lee Jones, Jennifer Lawrence, Sebastián Lelio, Diego Luna, Lucrecia Martel, Cristian Mungiu, Gregory Nava, Bulle Ogier, Manoel de Oliveira, Marisa Paredes, Pawel Pawlikowski, Arthur Penn, Nicolas Philibert, Chema Prado, Bob Rafelson, Édgar Ramírez, Carlos Reygadas, Pierre Rissient, Robert Rodriguez, Tim Roth, Raúl Ruiz, Volker Schlöndorff, Whit Stillman, John Sayles, Jerry Schatzberg, Barbet Schroeder, Steven Soderbergh, Quentin Tarantino, Béla Tarr, Audrey Tautou, Bertrand Tavernier, Guillermo del Toro, Gus Van Sant i Wash Westmoreland.

## Aliances
Des de 2003 el FICM manté una aliança amb la Setmana de la Crítica, secció paral·lela del Festival de Canes, gràcies a la qual, any amb any, es presenta en Morelia una selecció dels llargmetratges que la conformen. De la mateixa manera, una selecció de treballs guanyadors del FICM es presenten en una funció especial de la Setmana de la Crítica.
Des de 2008, el festival està oficialment reconegut per la Acadèmia d'Arts i Ciències Cinematogràfiques dels Estats Units, per la qual cosa els curtmetratges guanyadors en les categories de Ficció, Documental i Animació poden ser considerats per a la nominació al Oscar.
Des de 2018, La Acadèmia d'Arts i Ciències Cinematogràfiques (AMPAS) dels Estats Units va seleccionar al Festival Internacional de Cinema de Morelia (FICM) per a formar part del seu Documentary Feature Qualifying Festival List, una llista de festivals selectes amb jurat designat, els llargmetratges documentals del qual guanyadors podran ser elegibles automàticament per a la consideració de l'Oscar en la categoria de Millor Llargmetratge Documental.